# The Phone Coop
 (octobre 2018).
The Phone Coop est une coopérative de consommation au Royaume-Uni qui fournit des services de téléphonie fixe et mobile, ainsi que d'accès à internet et d’hébergement web.

## Histoire
L'entreprise a plus de 30 000 clients[Quand ?].
Le 1er juin 2018, The Phone Coop a rejoint Midcounties Co-operative (en).

## Services
Fairtec, une offre complète de téléphonie mobile se présentant comme responsable, est proposé par 4 organisations pour limiter l'impact numérique des utilisateurs finaux. Celle-ci permet de louer ou d’acheter un smartphone de marque Fairphone, équipé d'un système d’exploitation mobile respectueux de la vie privée et open-source /e/OS et d’une carte SIM The phone Coop. Le service de location de matériel électronique, facultatif pour le Fairphone, est proposé par la coopérative Commown,. L'offre est également présente en France avec l'opérateur téléphonique Telecoop, ainsi qu'en Allemagne avec WEtell,,.